# Retrotopia
Retrotopia – pojęcie (będące połączeniem słów: retro – 'dawny, dotyczący przeszłości' i utopia) stworzone pod koniec życia przez socjologa Zygmunta Baumana, opisujące zjawisko społeczne, powstałe w Europie, a szerzące się już na całym świecie, stanowiące współczesną odmianę nostalgii, będące pochodną negacji drugiego stopnia, a więc negacją negacji dokonaną przez utopię możliwości quasi-powrotu do wspaniałej, bezpiecznej przeszłości, wyidealizowanej przez poprzednie pokolenia. Dziedzictwo przeszłości, jak u Thomasa Moore'a, przywiązane jest do terytorialnie suwerennego toposu jako stałego gruntu, który daje nadzieję na zagwarantowanie członkom społeczeństwa akceptowalnego  minimum stabilności i wystarczającej dawki pewności siebie. Retrotopia odchodzi jednak od własnego dziedzictwa, "akceptując, pochłaniając i przyswajając osiągnięcia/ulepszenia swej bezpośredniej poprzedniczki" – nostalgii. Zamiast idei osiągnięcia "ostatecznej doskonałości" retrotopia podstawia "założenie braku ostatecznej finalności i endemicznego dynamizmu porządku, który głosi. Tym samym dopuszcza możliwość (oraz przydatność) zaistnienia potencjalnie nieskończonej sekwencji dalszych zmian, którym to idea doskonałości odbiera a priori zasadność i w związku z tym je uniemożliwia." Retrotopia, wierna duchowi utopii, "wywodzi swój impuls z nadziei na ostateczne pogodzenie bezpieczeństwa z wolnością." To wyczyn, na który zarówno "wizja oryginalna i pierwsza jej negacja nie próbowały się zdobyć, a nawet jeśli, kończyło się to porażką". Powodem powstania i upowszechniania się retrotopii jest rozproszony, wszędobylski, niezakotwiczony, płynny strach przed niepewną przyszłością, pełną wciskających się zewsząd ludzi obcych oraz różnorodnych, niedookreślonych zagrożeń.
Jest to zjawisko powstałe w pokoleniu młodych ludzi (urodzonych na przełomie XX i XXI wieku), pierwszym od zakończenia II wojny światowej, dręczonym "koszmarem straty pozycji społecznej, jakiej z ciężkim trudem dochrapali się ich rodzice". Współcześnie – jak twierdzi prof. Bauman – "postęp nie kojarzy się już z oczekiwaniem lepszego jutra, ale z oczekiwaniem jeszcze większej niepewności, posad coraz mniej, szanse na sukces maleją, ceny mieszkań rosną, coraz trudniej osiąść na swoim." Obawy te wykorzystują polityczni demagodzy, którzy obiecują łatwe recepty, starając się "ten płynny lek uwiązać, żeby na krótką metę dać ludziom nadzieję". Mamią oni członków społeczeństw wypowiedziami w rodzaju: "jak tylko zamkniemy granice dla imigrantów, skończy się koszmar, będziemy mieć stabilną pracę, pozycje społeczną, nikt nie zabierze ci chleba." Stąd właśnie bierze się retrotopia, z niekończących się obaw o przyszłość.
Plastyczny pierwowzór koncepcji retrotopii prof. Baumana stworzył w 1920 roku niemiecki plastyk Paul Klee. To jego Angelus Novus, przerażona postać z twarzą anioła, pędząca w tył plecami do przodu, całkiem na ślepo, którą nie pcha wizja przyszłości tylko wstręt przed przeszłością, okropieństwami Wielkiej Wojny zainspirował socjologa. Bauman uwspółcześnił anioła nadal pędzącego plecami do przodu, który zmienił o 180 stopni kierunek, napędzany strachem nie przed straszliwą przeszłością, jak w wizji Paula Klee, lecz przed niepewną przyszłością. Tę uwspółcześnioną alegorię świata, w którym obecnie żyjemy, Zygmunt Bauman nazwał retrotopią.